# Webersberg (Wittibreut)
Webersberg ist ein Gemeindeteil von Wittibreut im niederbayerischen Landkreis Rottal-Inn. 

## Geografie
Der Weiler mit drei Anwesen und vier Wohngebäuden (2020) liegt etwa siebeneinhalb Kilometer nordöstlich von Wittibreut an der Gemeindegrenze zu Triftern auf der Gemarkung Ulbering.

## Geschichte
Die Örtlichkeit ist 1413 als Webersperg ersturkundlich genannt. Noch 1808 wird es als Einöde bezeichnet.